# Prime nevi
Prime nevi  noto anche come First Snows, è un dipinto a olio su tela (115 x 80 cm) realizzato nel 1889 dal pittore italiano Francesco Filippini, firmato in basso a destra: "F. Filippini". Dal 2011 l’opera è visibile nella esposizione permanente del Museo Gallerie d'Italia - Milano a Milano.

## Storia
Il dipinto Prime nevi è stato terminato nel 1889 e subito esposto a Milano, alla Società per le Belle Arti ed Esposizione Permanente, nella età già di piena maturità artistica di Filippini.
Dal 2011 è parte della esposizione permanente del Museo Gallerie d'Italia a Milano.

## Descrizione
"La composizione è costruita, all’interno dell’inquadratura verticale, per larghe masse giustapposte e impiega un punto di vista leggermente rialzato che dilata lo spazio visivo fino alla linea dei monti all’orizzonte. Le montagne appena imbiancate, con i loro profili frastagliati contro il cielo carico di neve, sovrastano un ambiente naturale nel quale la presenza umana è appena suggerita dalle abitazioni sulla destra. All’approssimarsi della stagione invernale, una natura ostile e aspra si rivela nella tavolozza austera dei bruni e dei verdi, stesi sul fondo ocra con una trama di pennellate abbreviate e di diversa consistenza che costituisce un vero e proprio segno di riconoscimento del gesto pittorico di Filippini."

## Esposizioni
- 1889, Museo della Permanente, Milano, n. 409
- 1999-2000, Museo di Santa Giulia, Museo Civico di Brescia, n. 217
- 2010, Villa Reale di Monza, n. VII.7